# Exhippolysmata oplophoroides
Exhippolysmata oplophoroides är en kräftdjursart som först beskrevs av Lipke Bijdeley Holthuis 1948.  Exhippolysmata oplophoroides ingår i släktet Exhippolysmata och familjen Hippolytidae. Inga underarter finns listade i Catalogue of Life.